# Gränsen mellan Litauen och Ryssland

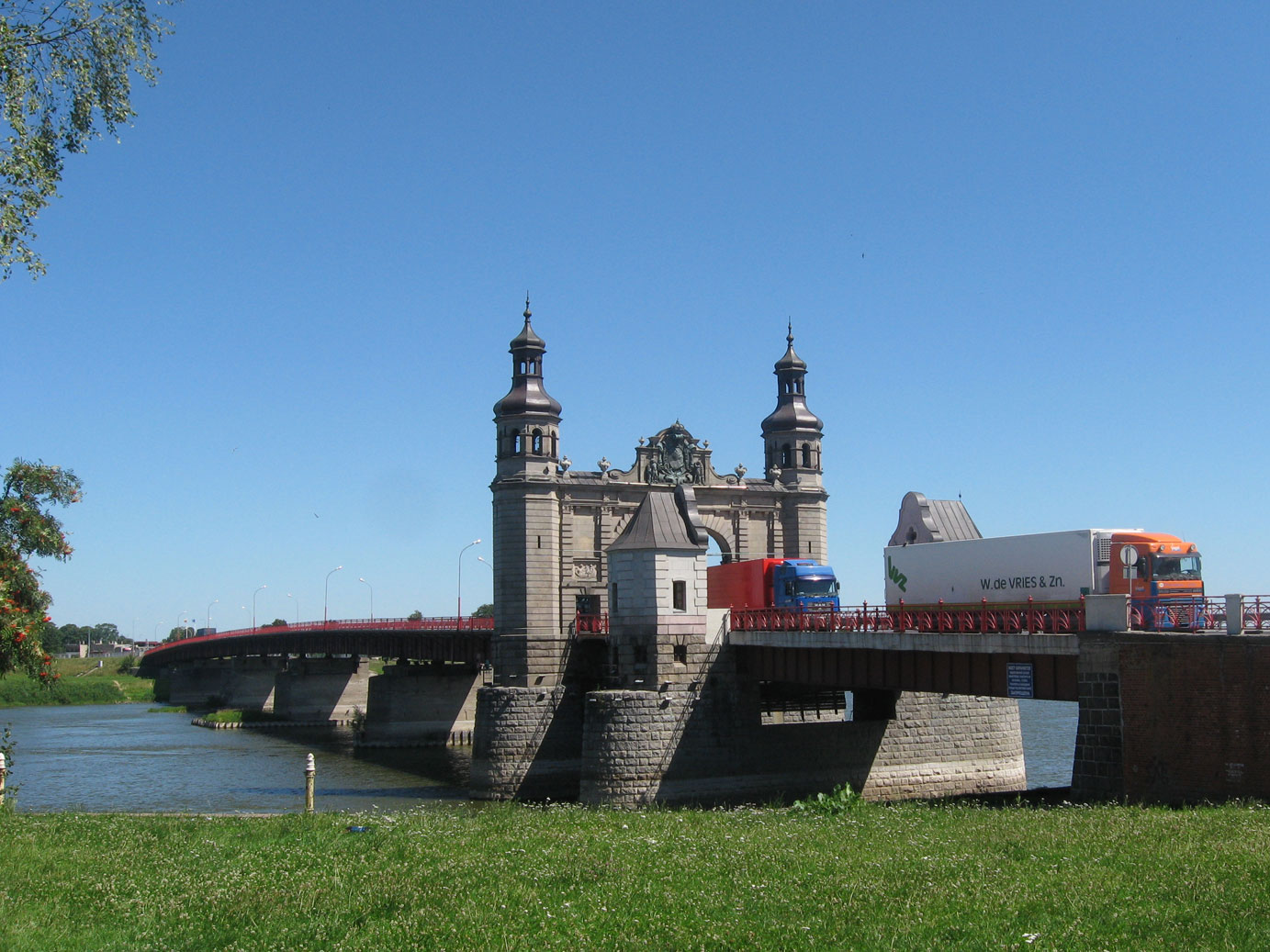
Drottning Louises bro över floden Njemen vid Sovetsk.

Gränsen mellan Litauen och Ryssland  är en internationell gräns mellan Republiken Litauen (EU-medlem) och Kaliningrad Oblast, Ryska federationens enklav (medlem i OSS). Det är en yttre gräns för Europeiska unionen. Den 274,9 (274) km långa landgränsen passerar (från väster till sydost medurs) genom Kuriska näset och Kuriska sjön, och följer sedan längs Njemen, Šešupė, Širvinta, Liepona och Vištytis. Havsgränsen tillägger ytterligare 22,2 km. Det finns på 54°21′48″N 22°47′31″Ö / 54.36333°N 22.79194°Ö en trelandspunkt mellan Litauen, Ryssland och Polen med ett stenmonument.
Större delen av gränsen följer floder eller sjöar. På land är gränsstationerna utrustade med tekniska anläggningar (stängsel med tråd och uteslutningszonen). De flesta andra landområden har inget staket, men vissa platser nära vägar eller byar har staket (exempelvis vid 54°27′11″N 22°42′08″Ö / 54.45306°N 22.70222°Ö med Street View-täckning). Att korsa gränsen till Litauen kräver ett Schengenvisum, och till Ryssland krävs ett ryskt visum.

## Historia

### Äldre historia
De historiska gränserna mellan Storfurstendömet Litauen och Storfurstendömet Moskva varierade avsevärt genom historien och påminde inte mycket om de moderna gränserna. Det första fördraget mellan dessa stater undertecknades den 31 augusti 1449. Detta var en medeltida överenskommelse mellan monarker som listade territoriella områden, rättigheter till särskilda städer och liknande aspekter, men som inte definierade gränsen.
Nästa fredsavtal under konflikten mellan Moskva och Litauen undertecknades 1494 och innehöll en mer detaljerad beskrivning av gränsen, vilket detaljerades ytterligare i vapenvilan från 1503. Sålunda uppstod den väldefinierade statsgränsen mellan Litauen och Moskvariket i början av 1500-talet. Dessa medeltida gränser återspeglade inte de etniska eller religiösa skillnaderna mellan lokalbefolkningen, men de var en del av den politiska processen för statsbyggande. Detta började senare på 1500-talet markera skillnaden mellan politiska kulturer i de två grannstaterna.

### 1900-talet
Den moderna gränsen mellan länderna går längs linjen för den tidigare litauisk-tyska gräns som etablerades 1918. Den gränsade till Litauen och Ostpreussen. 1923 överfördes Memelland (Klaipėdaregionen) till Litauen, men 1939 tvingades Litauen lämna tillbaka denna till Tyskland. Den nuvarande gränsen mellan Litauen och Ryssland etablerades efter andra världskriget, då Königsberg och territoriet runt staden annekterades av Sovjetunionen. 1945, efter den sovjetiska ockupationen av de baltiska staterna, var gränsen en inre gräns för Sovjetunionen mellan Kaliningrad oblast i Ryska SFSR och Litauiska SSR.

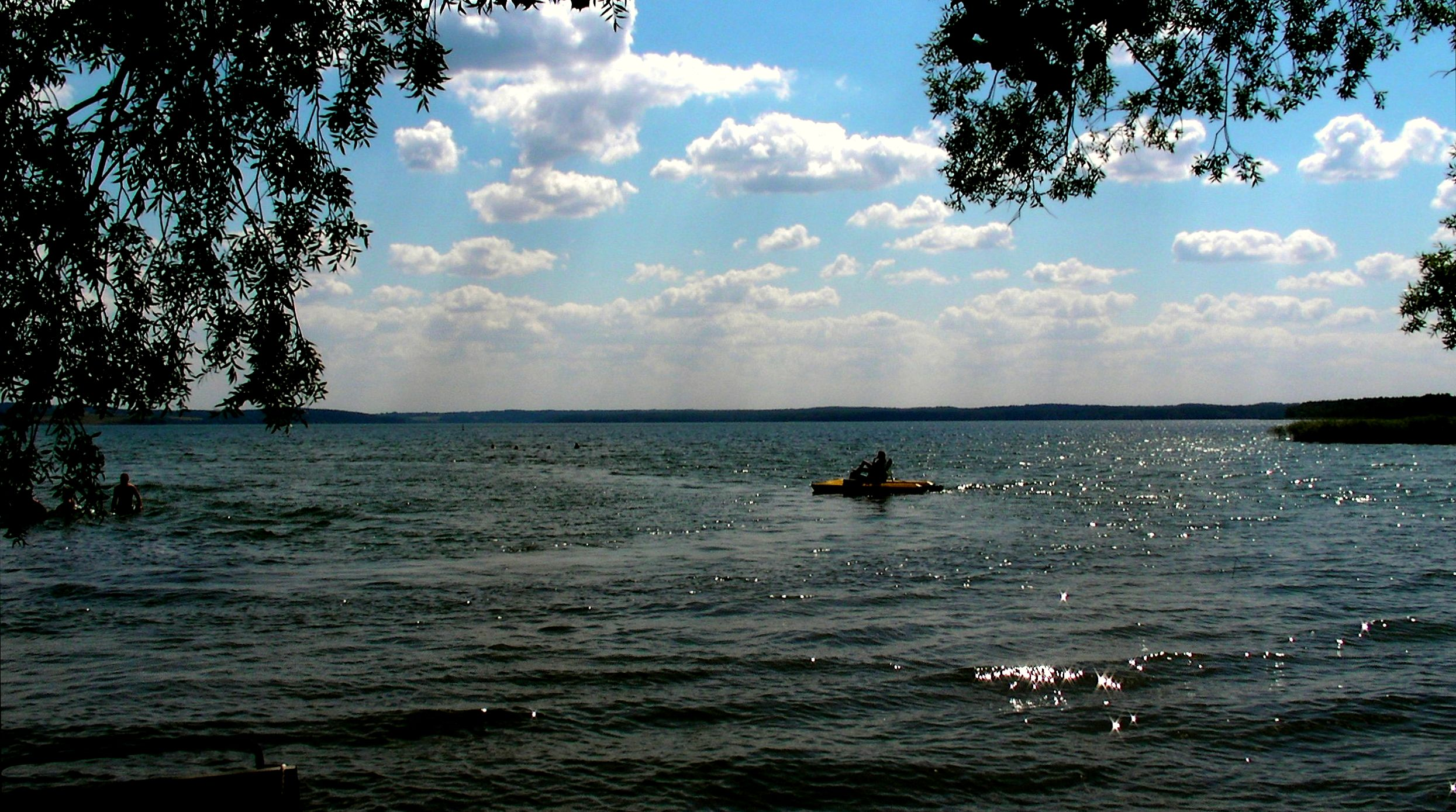
Vištytis-sjön 2009, sex år efter att landsgränsen flyttades från stranden till en bit ut i sjön.

1990 återställde Litauen sin självständighet, och gränsen blev återigen en internationell gräns igen; detta förvandlade Kaliningrad oblast till en exklav. 1997 undertecknade Ryska federationen och Republiken Litauen ett gränsavtal, avsett att slutföra gränsdragningen och minska besvären med gränsen. Vid Vištytis-sjön gick gränsen exempelvis längs strändernas vattenlinje på den litauiska sidan, så alla som paddlade i vattnet kom tekniskt sett över till Ryssland. I gengäld fick Ryssland lämplig territoriell kompensation i andra områden. Fördraget trädde i kraft 2003.

### 2000-talet
I början av 2017, med ökad militär aktivitet och politiska spänningar i regionen, tillkännagav den litauiska regeringen planer på att förstärka gränsövergången mellan Kaliningrad/Ramoniškiai-området. Detta skulle ske genom ett staket på 2 meters höjd och finansierat av Nato.
Den 13 september 2023, ett drygt år efter Rysslands fullskaliga invasion av Ukraina, förbjöd Litauen fordon med ryska registreringsskyltar att köra in på dess territorium. Detta var i enlighet med ett beslut av EU. Kaliningrad oblast beskrivs ibland som en militärbas med en stad i mitten.
Ryssland lade den 21 maj 2024 fram ett lagförslag som syftade till att omdefiniera sina maritima gränser i Östersjön. De föreslagna ändringarna skulle utöka dess territorialvatten genom att ändra de maritima gränser som de delar med Finland och Litauen, med verkan från januari 2025. Texten till lagförslaget publicerades ursprungligen på lagregistrets officiella webbplats och togs senare bort.